# L'illa dels pingüins
L'illa dels pingüins (L'Île des Pingouins) és una novel·la satírica d'Anatole France publicada el 1908.
El llibre explica la història de la terra fictícia de Pingüínia, però de fet és una crítica dels vicis de la humanitat i una sàtira de la històrica política de França (des dels tòpics de la historiografia romàntica fins a temes contemporanis com l'afer Dreyfus i el terrorisme).
Pingüínia és una illa habitada per uns pingüins. Els pingüins són batejats per error per un eremita miop, l'abat Maël. Per no deixar sense efecte el sagrament, un miracle diví converteix els pingüins en humans. Així que els pingüins esdevenen humans, comencen a intrigar i a matar-se entre ells.